# عن الرجال والبنادق
عن الرجال والبنادق مجموعة قصص كتبها غسان كنفاني ما بين 1965 و1968 نشرت ضمن آثاره الكاملة، في مجلد القصص القصيرة، وفي سنة 2022 نشرتها دار الأهلية في طبعتها الأولى مستقلة. تتكون من تسع لوحات بالإضافة إلى مدخل اعتبره الكاتب خارج الموضوع، قدم لها د. إبراهيم السعافين بمقدمة تتضمن بعض التحليلات التي تبين التباس جنس المجموعة بين القصة والرواية القصيرة. تتحدث حول كفاح الشعب الفلسطيني. تكمن القيمة الأساسية لهذا الكتاب في مسألتين:
- القيمة التاريخية: حيث نكتشف في كنفاني، إرادة بحث لا تنتهي، والتي تدفعه إلى البحث الجدي عن أساليب جديدة، بشكل دائم.
- القيمة النضالية: فنكتشف مع كنفاني، كيف جرى تأسيس دراسة جديدة في الأدب الفلسطيني، بل والأدب العربي، هي محاولة الكتابة نصاً للواقع المتحرك، وعلامة ثورية.[4]